# Lebung Nala
Lebung Nala is een bestuurslaag in het regentschap Lampung Selatan van de provincie Lampung, Indonesië. Lebung Nala telt 1215 inwoners (volkstelling 2010).